# La Orbada
La Orbada és un municipi de la província de Salamanca, a la comunitat autònoma de Castella i Lleó. Limita al Nord amb Aldeanueva de Figueroa i Parada de Rubiales, a l'Est amb Espino de la Orbada i El Pedroso de la Armuña, al Sud amb Pitiegua i Villaverde de Guareña i a l'Oest amb Pajares de la Laguna.

## Demografia
| 1991 | 1996 | 2001 | 2004 |
| ---- | ---- | ---- | ---- |
| 335  | 298  | 283  | 284  |